# Liste der Kulturdenkmale in Giersleben
In der Liste der Kulturdenkmale in Giersleben sind alle Kulturdenkmale der Gemeinde Giersleben (Salzlandkreis) und ihrer Ortsteile aufgelistet. Grundlage ist das Denkmalverzeichnis des Landes Sachsen-Anhalt, das auf Basis des Denkmalschutzgesetzes des Landes Sachsen-Anhalt vom 21. Oktober 1991 durch das Landesamt für Denkmalpflege und Archäologie Sachsen-Anhalt erstellt und seither laufend ergänzt wurde (Stand: 31. Dezember 2019).

## Kulturdenkmale inGiersleben
| Lage | Bezeichnung                                  | Beschreibung                                        | Erfassungs- nummer | Ausweisungsart | Bild                                         |
| --- | -------------------------------------------- | --------------------------------------------------- | ------------------ | -------------- | -------------------------------------------- |
| Landstraße von Warmsdorf nach Schackenthal (Karte)                                                      | Obelisk bei Giersleben                       | Denkmal                                             | 094 10080          | Kleindenkmal   | Weitere Bilder                               |
| Südlich der Ortslage Warmsdorf, an der Landstraße nach Schackenthal, unweit des Wegebaudenkmals (Karte) | Distanzstein                                 | Anhaltischer Rundsockelstein                        | 094 10093          | Kleindenkmal   | Distanzstein                                 |
| Am Kirchberg (Karte)                                                                                    | Kirche                                       | Gnadenkirche                                        | 094 04251          | Baudenkmal     | Weitere Bilder                               |
| Am Kirchberg (Karte)                                                                                    | Kriegerdenkmal                               | Kriegerdenkmal 1914–1918                            | 094 17245          | Baudenkmal     | Kriegerdenkmal                               |
| Bauernstraße 58a, Damaschkestraße 77 (Karte)                                                            | Gutshof Bauernstraße 58a, Damaschkestraße 77 | Gutshof aus den 1760er Jahren                       | 094 17248          | Baudenkmal     | Gutshof Bauernstraße 58a, Damaschkestraße 77 |
| Bauernstraße 61, Mühlenstraße 63 (Karte)                                                                | Gutshof Bauernstraße 61, Mühlenstraße 63     | Gutshof aus dem 18. Jahrhundert                     | 094 17246          | Baudenkmal     | Gutshof Bauernstraße 61, Mühlenstraße 63     |
| Bogenstraße (Karte)                                                                                     | Villa                                        |                                                     | 094 17247          | Baudenkmal     | BW                                           |
| Bogenstraße 80a (Karte)                                                                                 | Gutshof                                      | Rittergut                                           | 094 17092          | Baudenkmal     | BW                                           |
| Geroplatz 74 (Karte)                                                                                    | Pfarrhof                                     |                                                     | 094 17249          | Baudenkmal     | BW                                           |
| Mühlenstraße 65 (Karte)                                                                                 | Lukasmühle                                   | Mühle, Wassermühle aus dem 17./18. Jahrhundert      | 094 17251          | Baudenkmal     | Lukasmühle                                   |
| Sorge 160a (Karte)                                                                                      | Wohnhaus Sorge 160a                          | Wohnhaus aus der ersten Hälfte des 19. Jahrhunderts | 094 17252          | Baudenkmal     | BW                                           |

## Ehemalige Kulturdenkmale
Die nachfolgenden Objekte waren ursprünglich ebenfalls denkmalgeschützt oder wurden in der Literatur als Kulturdenkmale geführt. Die Denkmale bestehen heute jedoch nicht mehr, ihre Unterschutzstellung wurde aufgehoben oder sie werden nicht mehr als Denkmale betrachtet.
| Lage                 | Bezeichnung | Beschreibung                                                         | Erfassungs- nummer | Ausweisungsart | Bild |
| -------------------- | ----------- | -------------------------------------------------------------------- | ------------------ | -------------- | ---- |
| Fuchsloch 17 (Karte) | Bauernhof   | Bauernhof, nach Abbruch 2019 aus dem Denkmalverzeichnis ausgetragen. | 094 17250          | Baudenkmal     | BW   |

## Legende
In den Spalten befinden sich folgende Informationen:
- Lage: Nennt den Straßennamen und wenn vorhanden die Hausnummer des Kulturdenkmals. Die Grundsortierung der Liste erfolgt nach dieser Adresse. Der Link „Karte“ führt zu verschiedenen Kartendarstellungen und nennt die geographischen Koordinaten.
Link zu einem Kartenansichtstool, um Koordinaten zu setzen. In der Kartenansicht sind Baudenkmale ohne Koordinaten mit einem roten bzw. orangen Marker dargestellt und können in der Karte gesetzt werden. Baudenkmale ohne Bild sind mit einem blauen bzw. roten Marker gekennzeichnet, Baudenkmale mit Bild mit einem grünen bzw. orangen Marker.
- Offizielle Bezeichnung: Nennt den Namen, die Bezeichnung oder zumindest die Art des Kulturdenkmals und verlinkt, soweit vorhanden, auf den Artikel zum Objekt.
- Beschreibung: Nennt bauliche und geschichtliche Einzelheiten des Kulturdenkmals, vorzugsweise die Denkmaleigenschaften.
- Erfassungsnummer: Für jedes Kulturdenkmal wird in Sachsen-Anhalt eine 20stellige Erfassungsnummer vergeben. Die letzten zwölf Ziffern werden für die Untergliederung nach Teilobjekten genutzt und werden nur angegeben, soweit vergeben. In dieser Spalte kann sich folgendes Icon  befinden, dies führt zu Angaben zu diesem Baudenkmal bei Wikidata.
- Ausweisungsart: Die Einordnung des Denkmales nach § 2 Abs. 2 DenkmSchG LSA
- Bild: Ein Bild des Denkmales, und gegebenenfalls einen Link zu weiteren Fotos des Kulturdenkmals im Medienarchiv Wikimedia Commons. Wenn man auf das Kamerasymbol klickt, können Fotos zu Kulturdenkmalen aus dieser Liste hochgeladen werden: